# Atles Català
L'Atles català (1375) és el mapa cartogràfic català més important de l'edat mitjana, atribuït al jueu mallorquí Cresques Abraham (1325-1387). Escrit en català, no està signat ni datat, però se sap que la data aproximada de la seva producció és el 1375 pel registre que figura al calendari que l'acompanya.
Tot i que s'anomena «atles», de fet és un mapamundi o carta portolana dibuixat en sis fulls dobles de pergamí enganxats en panells plegables. Els dos primers consten d'una descripció cosmogràfica i d'un calendari lunisolar, mentre que els altres quatre comprenen una representació del món, molt realista de l'àrea mediterrània i, en canvi, força especulativa pel que fa al continent asiàtic.
Des del punt de vista cartogràfic l'Atles català no es pot considerar una innovació, sinó que reprodueix un model arquetípic de la cartografia mediterrània del seu temps. La seva excepcionalitat es deu a la gran riquesa informativa que conté combinada amb l'exuberància formal que li proporciona l'abundància d'or i de miniatures que l'adornen. Després del seu pas per les col·leccions reials franceses, actualment es conserva a la Biblioteca Nacional de França.

## Els autors
No es pot assegurar amb certitud que Cresques Abraham sigui l'autor de l'Atles català, però s'ha documentat que en aquella mateixa època va elaborar diversos mapes del mateix tipus i que els reis de la Corona d'Aragó els oferien com a presents. Se sap que el novembre de 1381, l'infant Joan, duc de Girona i primogènit de Pere el Cerimoniós, va voler fer un present al nou rei de França i cosí germà de la seva muller Violant de Bar, el jove Carles VI, i decidí d'enviar-li un mapamundi seu dipositat a l'arxiu de Barcelona. Va fer buscar l'autor de la carta, Cresques el Jueu («Cresques lo juheu qui lo dit mapamundi ha fet») i el seu fill Jafudà, perquè donessin més informació a l'emissari del rei de França. Els Cresques van rebre 150 florins d'or d'Aragó el pare i 60 lliures mallorquines el fill.

## LAtles

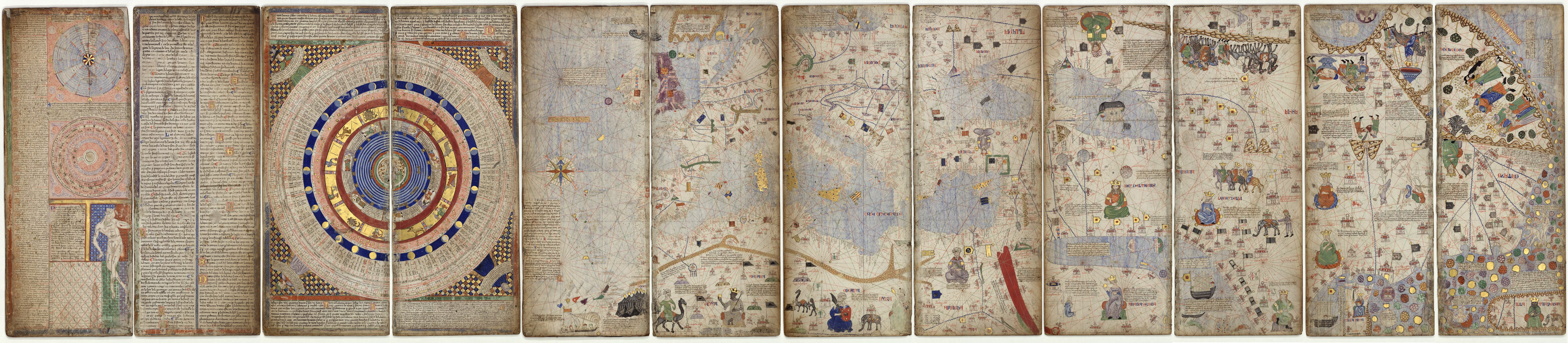
Atles Català

## L'Atles
L'Atles català es compon de sis fulls dobles de pergamí vitel·la, cadascun enganxat sobre una taula de fusta plegable (o dues taules articulades), excepte la primera meitat del primer full i la segona meitat de l'últim full, que estan encolades sobre les contraportades, de fusta amb cuir, del relligat de l'atles. Cada full té unes dimensions de 65 × 50 cm, la qual cosa fa una envergadura total de 65 × 300 cm.
El primer full inclou un diagrama per al càlcul de les marees, un altre per a la determinació de les festes mòbils i una anatomia mèdica astrològica, a més d'un recull de textos cosmogràfics. En el segon full hi ha un calendari lunisolar per al càlcul de les fases de la Lluna al llarg de l'any. Els fulls del tercer al sisè contenen quatre mapes que posats un a continuació de l'altre —la coincidència no és exacta, ja que hi ha superposicions— representen el món conegut al segle xiv, des dels 10° als 60° de latitud nord i entre els 20° oest i 120° est de longitud.
Una de les característiques de l'escola cartogràfica mallorquina és la presència de moltes banderes i llegendes amb dades de geografia física, econòmica i humana. Tanmateix, en els mapes també hi ha anotades tradicions literàries, com és el cas de les faules sobre les riqueses naturals de les Illes Afortunades (Canàries), o a l'Àsia central, els dibuixos que representen la lluita dels pigmeus amb les grues de la seva mateixa mida o les estratègies desplegades per aconseguir diamants dins precipicis inabordables.
Les ciutats cristianes estan marcades amb una creu mentre que les musulmanes ho estan amb una cúpula; l'única excepció és Granada, que conté la creu però presenta una senyera amb inscripcions aràbigues en possible al·lusió al vassallatge de la dinastia nassarita a la Corona de Castella. Els regnes europeus i les seves possessions són simbolitzats amb banderes, mentre que els regnes africans i asiàtics ho són, a més, amb les imatges dels seus sobirans. També hi ha banderes amb l'estrella de David onejant a diverses ciutats, com per exemple a Satallea (Antalya).
Els noms geogràfics hi són escrits perpendicularment amb relació a la costa, amb els principals ports en vermell i la resta en negre, mentre que fora del litoral els rètols estan en sentits contraris per tal que els mapes es puguin llegir d'un costat i de l'altre. Cadascun dels quatre mapes està traçat segons un sistema de 32 rumbs que parteixen de 16 punts principals i equidistants situats sobre un cercle invisible. D'aquesta manera, de tots els punts surten 15 rumbs cap a la resta i 17 cap a fora del mapa, tot cobrint així la totalitat de la superfície.
La xarxa de rumbs està, a més, superposada a un sistema de coordenades rectangulars sense graduar. La distància entre els paral·lels es redueix com més es va cap al pol nord i cap a l'equador, cosa que fa pensar en una projecció de Lambert (posteriorment, la projecció de Mercator va fer augmentar les distàncies entre els paral·lels cap als pols). El primer rumb N-S creua l'illa de Ferro tot avançant-se a la recuperació de la tradició ptolemaica. Cal recordar que l'any 1634, els matemàtics més eminents d'Europa, reunits a París, van adoptar com a meridià original precisament el de l'illa d'El Hierro.

## Primer full

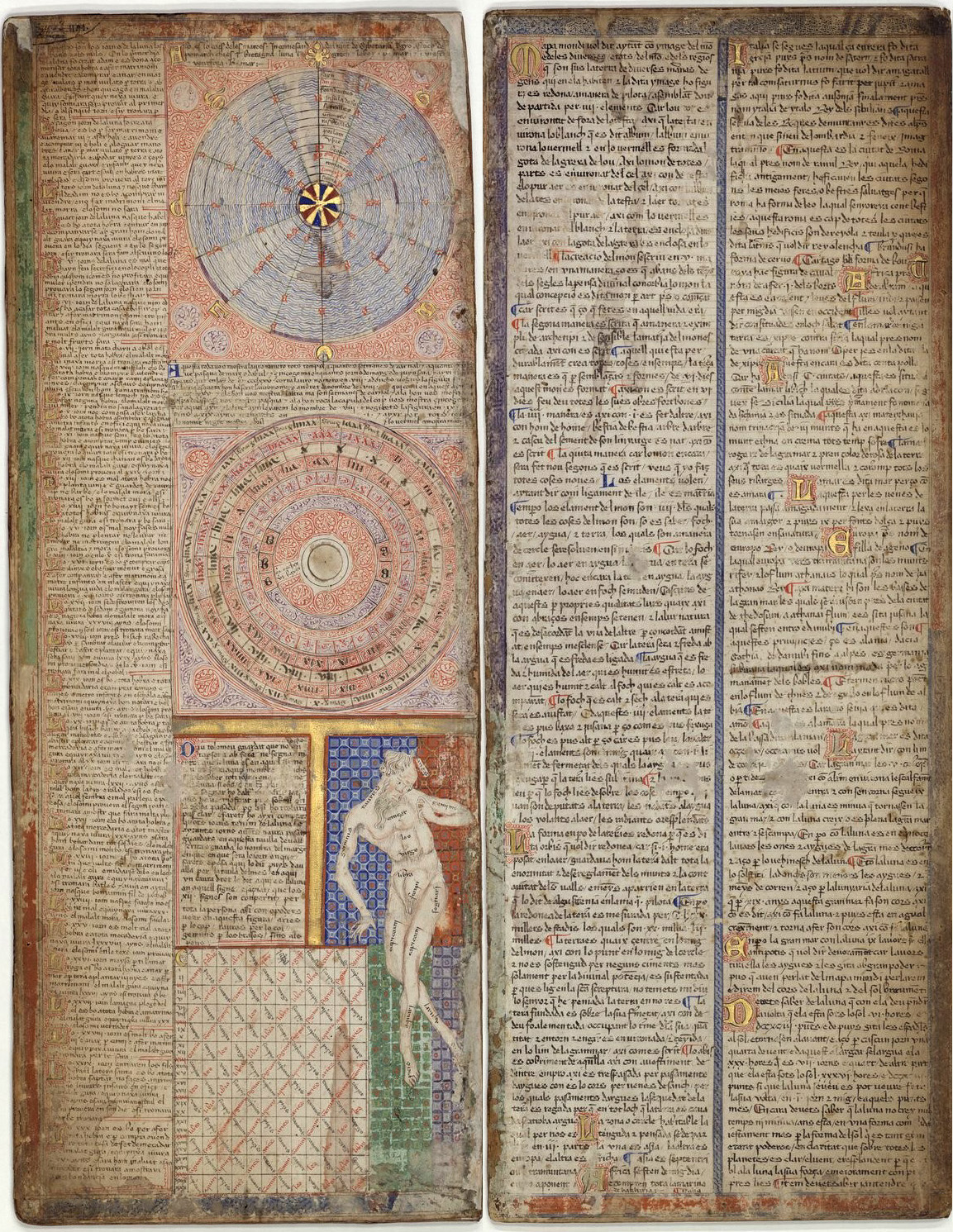
El primer full

Aquest full comença amb una llista de dies fastos i nefastos corresponents als 30 dies lunars. Per exemple, el primer dia de la Lluna diu que «fou creat Adam i és un bon dia per començar qualsevol activitat, casar-se, vendre i comprar, anar de viatge —per mar o per terra— i construir cases». En canvi, el setè dia de la Lluna diu que «Caín matà Abel; és dia dolent per a qualsevol activitat, el malalt morirà i el qui naixerà també; si trona serà senyal de mort».

### El diagrama de les marees
Aquest diagrama circular serveix per calcular les hores de les marees a diferents llocs del canal de la Mànega a partir dels dies de la Lluna. Consisteix en un disc amb una sèrie d'anells concèntrics subdividits en 16 sectors, cadascun dels quals correspon a una hora i mitja, de manera que el cercle sencer representa les 24 hores. Un únic sector retolat enumera de fora cap a dins 14 topònims del canal de la Mànega, com ara l'Ínsula de Bas (Île de Batz, Bretanya) o Porlam (Illa de Portland, Dorset). A la resta de sectors hi ha situades, a intervals de sis hores i per a cada localització, els dos parells d'inicials P (plenamar) i B (baixamar).
| Per calcular la marea per a qualsevol dia de la Lluna, cal tenir en compte que el dia lunar té 24 hores i 50 minuts. Sabent que la Lluna nova passa pel meridià a les 12 h, llavors 5 dies més tard la Lluna passarà pel meridià 4 hores i 10 minuts més tard (50 minuts × 5). Aquest decalatge cal sumar-lo a les hores indicades al diagrama per a la plenamar i la baixamar. Per exemple, per a l'Île de Batz la plenamar (P) està marcada a les 6 h i a les 18 h i la baixamar (B) a les 0 h i a les 12 h. Per tant, el cinquè dia de la Lluna la plenamar hi tindrà lloc a les 10 h 10 min i a les 22 h 10 min i la baixamar a les 16 h 10 min i a les 4 h 10 min. |

### El diagrama de les festes mòbils
Aquest diagrama circular permetia calcular les dates de les festes mòbils, és a dir, la Pasqua, la Pentecosta i el nombre de setmanes del Carnaval, és a dir, el període comprès entre l'Epifania i el Dimecres de Cendra.
Es tracta d'un disc amb una sèrie d'anells concèntrics de 19 sectors. Està basat en el fet que els anys julians compleixen el cicle metònic en què 19 anys julians (365,25 dies) coincideixen amb un nombre quasi exacte de mesos lunars (29,53 dies) i, per tant, la Lluna plena torna a escaure's en les mateixes dates. Els anys d'un cicle metònic estan numerats amb l'anomenat nombre auri, que va de l'1 al 19, i que el text indica que a l'any 1375 li correspon el 8 i al 1376 el 9. En el diagrama, l'anell que conté els nombres auris està associat a l'anell que conté les 19 dates possibles de la primera Lluna plena de primavera del calendari julià a partir de la qual es calcula la data de la Pasqua, que és el primer diumenge després d'aquesta Lluna plena.
Els altres anells del diagrama inclouen algunes possibles dates per a la Pentecosta (segona Pasqua o Pasqua Granada) i els nombres (del 6 al 10) de les setmanes del carnaval, així com un anell que indica, amb cinc lletres B, que els anys 1372, 1376, 1380, 1384 i 1388 són anys bixests. També hi ha un anell, aquest de 28 sectors, amb les lletres dominicals (de la a a la g) per calcular quin dia de la setmana s'escau la Lluna plena, ja que a cada any li correspon una lletra que indica quin dia és el primer diumenge de l'any (si l'1 de gener és diumenge la lletra dominical és la a, si ho és el 2 de gener la b, etcètera).
Segons el text una figura, que ha desaparegut, servia d'índex: representava un personatge que calia fer girar de manera que la seva mà esquerra assenyalés el nombre auri de l'any. Aleshores la mà dreta indicava el nombre de setmanes del carnaval, la guaspa de l'espasa assenyalava la Pasqua i la capulla del cap la Pentecosta.
| Per calcular exactament les festes mòbils, per exemple de l'any 1376, cal prendre del diagrama el nombre auri d'aquest any (9) i, dels sectors alineats, la lletra dominical (f) i la data de la primera Lluna plena de primavera (5 d'abril). Com que la lletra f indica que el primer diumenge d'aquest any és el 6 de gener i que la lletra B diu que és un any bixest, s'arriba al fet que el dia 5 d'abril cau en dissabte i, per tant, la Pasqua és el 6 d'abril. Aleshores la Pentecosta (50 dies més tard) és el dilluns 26 de maig, i el dimecres de Cendra (46 dies abans de la Pasqua) el 20 de febrer, amb 7 setmanes del carnaval. |

### L'home zodiacal
Es tracta d'un conjunt que consisteix en el dibuix d'un home nu, un text amb les instruccions i una taula. L'home porta escrits al damunt els signes del zodíac per a cada part del cos, com ara els Bessons als braços. La taula té la funció de determinar, de manera una mica rudimentària, en quin signe es troba la Lluna cada dia del mes. A la primera columna hi ha els trenta dies de la Lluna i a la primera filera els dotze mesos de l'any, mentre que a la resta de caselles hi ha els signes zodiacals escrits en diagonal; això sí, amb la hipòtesi que el començament de cada mes coincideix amb l'entrada del Sol en un signe diferent (l'1 de març a Àries, etcètera). El text que acompanya la taula es refereix a Ptolemeu i diu que «guarda't de no ferir-te el cos amb cap ferro ni et sagnis mentre la Lluna estigui en aquell signe que és damunt d'aquell membre». Segons la taula, per exemple, el signe del setè dia de la Lluna del mes de febrer és Taure, que l'home zodiacal porta escrit al coll; per tant, aquest dia no s'ha de fer sagnar el coll.
A la segona meitat d'aquest primer full hi ha un extens text sobre la Terra, el seu origen, forma i dimensions, la major part del qual és una traducció de fragments de l'obra Imago mundi d'Honori de Ratisbona (segle xii). Per exemple, diu que la Terra és rodona com una pilota i semblant a un ou per la seva composició, en què la closca seria el cel i el rovell la Terra. També explica la creació del món de cinc maneres i enumera els quatre elements que el componen: la terra, l'aigua, l'aire i el foc. Finalment, descriu les dimensions de la Terra, a la qual li atribueix una circumferència de 180.000 estadis o 20.052 milles. Si es fa el càlcul a raó de 185 metres per estadi s'obté un resultat d'uns 33.300 km, 6.770 per sota de la xifra real de 40.070 km.

## Segon full

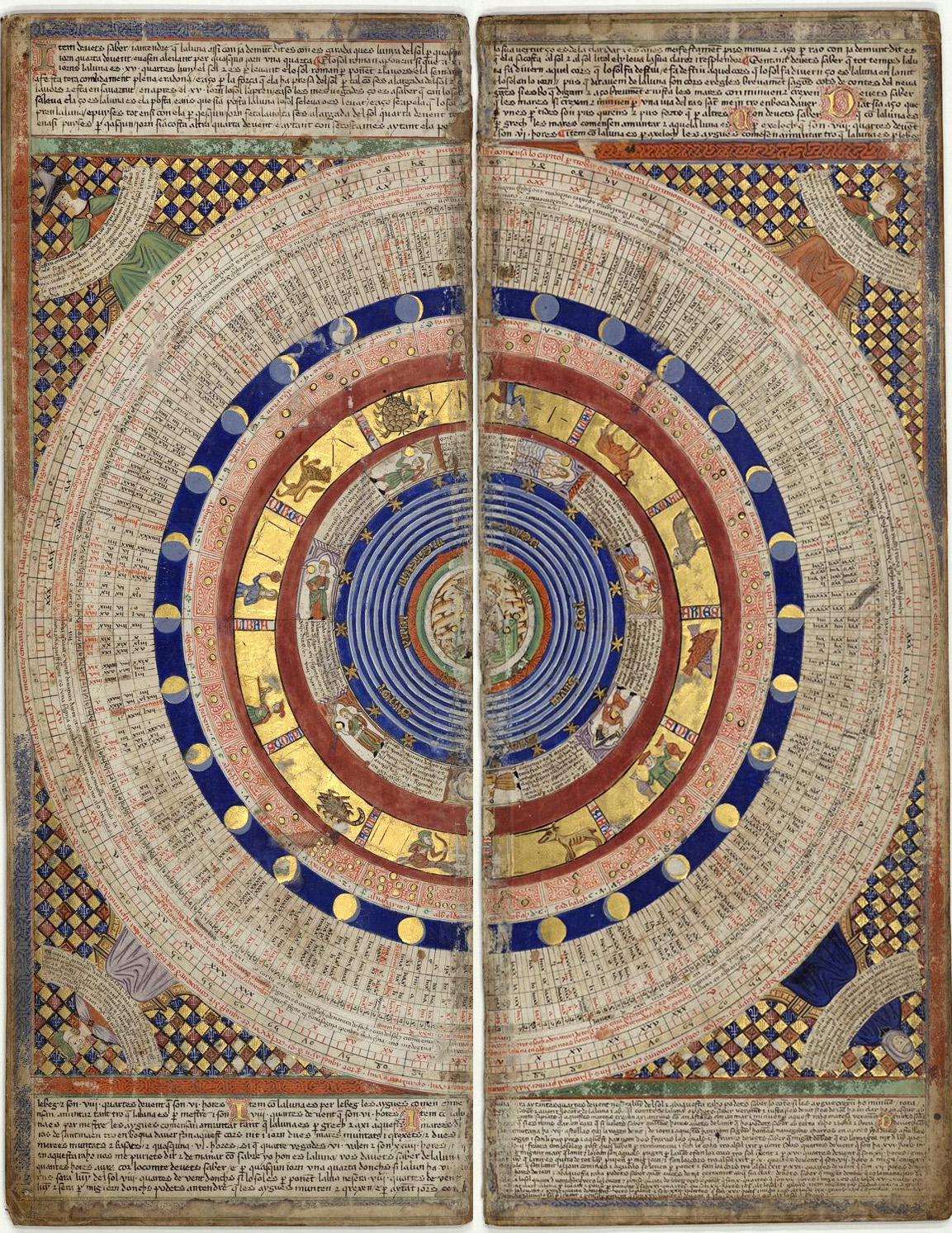
El segon full

En aquest full continua, a les parts superior i inferior, el text del full anterior. Comença explicant la posició relativa de la Lluna respecte al Sol al llarg del mes lunar i la seva relació amb les marees, i dona les instruccions per calcular la posició de la Lluna sabent els dies des de la Lluna nova: diu que per saber on és la Lluna «cal saber abans quantes hores tindrà, car la Lluna té un quart de vent [11,5°] per dia, de manera que si la Lluna té vuit dies estarà vuit quarts de vent [90°] lluny del Sol; per tant, si el Sol és devers ponent la Lluna serà cap al migdia i les aigües creixeran». Amb això es pot saber quina és la posició de la Lluna al cel encara que estigui núvol.
També mostra com es pot calcular l'hora durant la nit per mitjà dels estels circumpolars, concretament dels estels α i β de l'Ossa Major, els quals estan alineats amb l'estel polar (i no es ponen per latituds majors de 35°). Posa l'exemple que a l'equinocci de primavera aquests estels apareixen per llevant quan el Sol es pon (18 h) i desapareixen per ponent a l'alba (6 h). Aleshores es pot calcular l'hora a partir del gir d'aquests estels de referència.
Finalment, el text ofereix una sèrie de dades sobre els punts per on surt i es pon el Sol, la durada del dia i l'altura del Sol al migdia els dies dels solsticis i els equinoccis, però només per una determinada latitud, que és aproximadament de 40°. Per tant, no es tracta d'unes instruccions per calcular la latitud sinó que només són unes dades orientatives.
A les cantonades del full, tot envoltant el calendari lunisolar, hi ha la representació de les quatre estacions, les quals coincideixen amb la posició dels signes zodiacals del calendari. Són simbolitzades per quatre figures que aguanten una llegenda amb dades astronòmiques; per exemple, de l'hivern diu que «comença quan el Sol entra en el primer grau de Capricorn; trobareu que, quan entra l'hivern, la nit té catorze hores i dos terços, i el dia nou hores i un terç».

### El calendari lunisolar
Al centre del calendari hi figura el sistema del món segons el model geocèntric de Ptolemeu, amb la Terra representada com un cercle a l'interior del qual un astrònom mesura l'altura dels estels amb un astrolabi. Tot envoltant la Terra hi ha una sèrie de cercles concèntrics que completen el calendari. En primer lloc, l'aigua (de color blanc), l'aire (verd) i el foc (vermell). En cercles de color blau la Lluna, Mercuri, Venus, el Sol, Mart, Júpiter i Saturn, i el firmament amb 18 estels. Després, les al·legories clàssiques d'aquests astres: el Sol com a rei, Mart com a guerrer, etcètera, amb un dibuix i un text per a cadascun. Per exemple, de Saturn diu que «fa els homes ancians, tristos i poc benèvols; la seva figura és la d'un home vell».
A continuació hi ha els dotze signes del zodíac representats amb un dibuix i un rètol amb el seu nom. I els estels que formen les 28 mansions lunars encarades amb els dibuixos de 28 llunes; representen el fet que la Lluna, al llarg del seu període orbital (27,32 dies) coincideix cada nit amb un grup diferent d'estels considerats com el seu domicili nocturn. Per exemple, Aldebaran, identificat a l'atles com a «Aldabren ·e· ·5·», a la constel·lació del Taure.
Finalment, el calendari conté un cercle de 12 sectors amb els mesos i cinc cercles de 365 sectors per a cadascun dels dies de l'any, que són: el cercle dels dies de la setmana, en sèries de 7 lletres a, b, c, d, e, f, g; el cercle dels 19 nombres auris per a cada mes i els tres cercles que inclouen el dia, l'hora i els minuts de la Lluna nova. Del nombre auri torna a explicar —com per al diagrama de les festes mòbils del primer full— que a l'any 1375 li correspon el nombre auri 8 i al 1376 el nombre auri 9, i així successivament fins a completar el cicle de 19 anys julians quan el compte recomença.
Com que els anys julians compleixen quasi exactament el cicle metònic de 19 anys en què les fases de la Lluna tornen a coincidir en les mateixes dates, en un mateix calendari es poden situar totes les llunes noves per a tots els anys del cicle. Aleshores, a partir del nombre auri de cada any es troba per a cada mes la data de la seva Lluna nova.
| Per calcular, per exemple, quina Lluna hi ha el 12 de març del 1581 cal prendre el nombre auri d'aquest any, que és el 5, i cercar en el cercle dels mesos el mes de març i, en el seu sector, el nombre auri 5, que en aquest cas correspon al dia 5 a les 20 h 13 min (Lluna nova). Aleshores, el dia 12 de març de 1581 la Lluna té 7 dies (quart creixent). |

## Tercer full

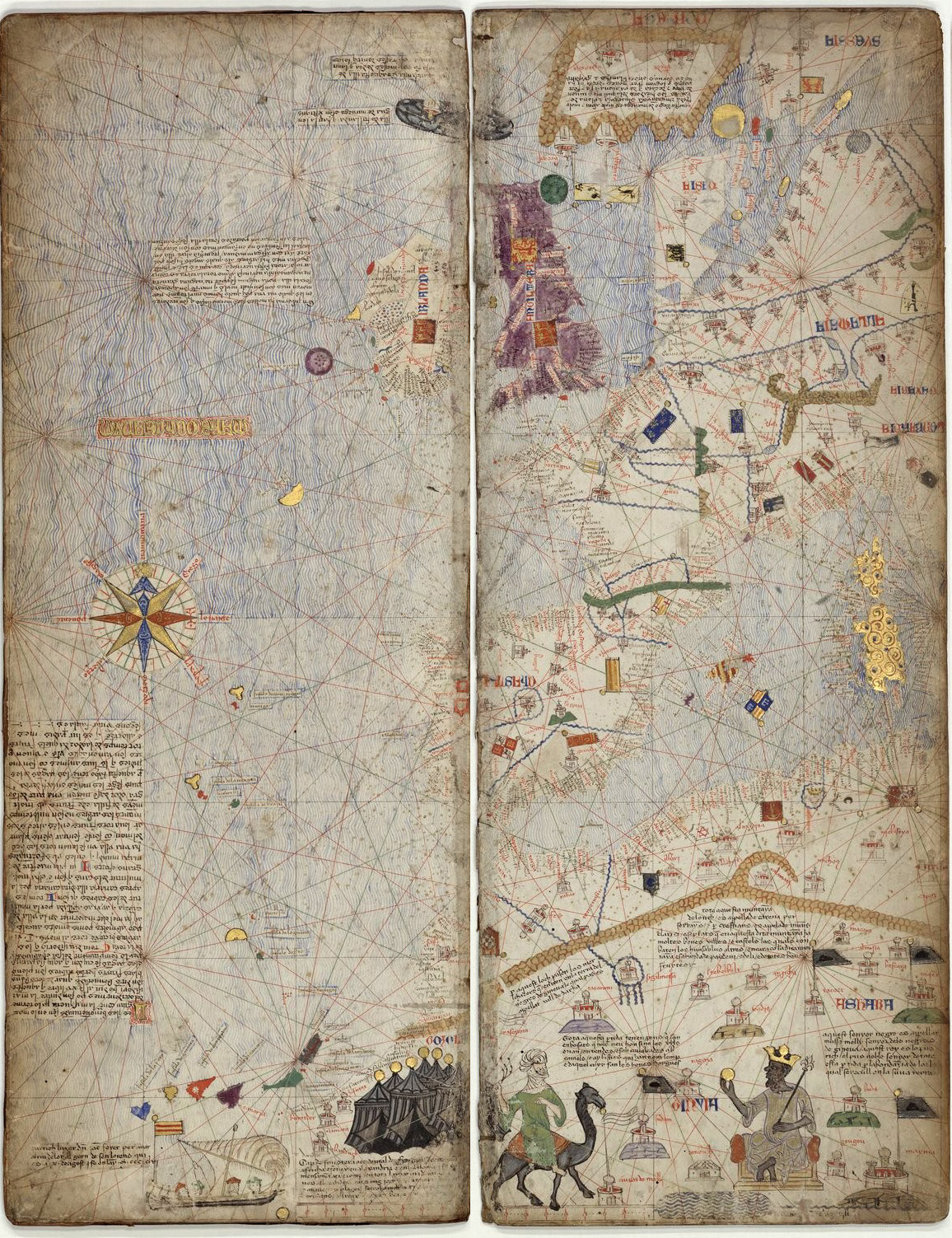
El tercer full

La rosa dels vents d'aquest mapa és considerada la primera representació ornamentada d'aquest instrument sobre una carta nàutica, tenint en compte que conté les 32 direccions i els 8 vents principals, la qual cosa denota el domini que tenien els Cresques dels instruments nàutics. Els noms dels vents, de llengües de diferents orígens i usats pels navegants en la «lingua franca», estan escrits d'acord amb la següent grafia: Tramuntana (N), Grego (NE), Levante (E), Laxaloch (SE), Metzodi (S), Libetzo (SO), Ponente (O) i Magistro (NO). Completen l'ornamentació de la rosa dels vents una representació de l'estel polar al nord, i a l'est una estilització de la creu semblant al canelobre sagrat dels jueus, la menorà. Tot cercant aquest símbol en diversos mapes d'aquell període s'han pogut identificar altres treballs anònims dels Cresques.
El nord és en realitat el nord magnètic, el qual sofreix una desviació d'aproximadament 10° cap a l'est respecte el nord geogràfic a causa de la declinació magnètica, que els navegants coetanis desconeixien. És a dir, com a la resta de cartes nàutiques medievals, l'Atles Català no està basat en dades de latitud i longitud, sinó que està construït a partir de dades obtingudes de direccions de brúixoles no corregides. Això fa que, per exemple, la part oriental de la conca mediterrània tingui més latitud de la que li correspon, i que tot el mapamundi estigui girat en sentit antihorari respecte la posició real.
Pel que fa a la geografia del continent europeu, destaquen les descripcions de Noruega, de la qual diu que «és molt aspra, molt freda i muntanyosa, selvàtica i plena de boscos», i d'Irlanda, on diu que hi ha moltes illes meravelloses. Precisament, a l'oest d'Irlanda apareix el dibuix d'una petita illa retolada com a Insula de Brazil, que no té res a veure amb el modern Brasil sinó que, d'acord amb la tradició irlandesa, el seu nom deriva d'Uí Breasail («descendents del clan Breasail»).
A la Mare Ochceanum hi ha totes les illes conegudes i punts de referència per un desig explícit de l'infant Joan, com ara els arxipèlags de les Açores, Madeira i les Canàries; per exemple, a l'illa de Tenerife es pot apreciar el punt blanc del Teide. Just al dessota hi ha el dibuix d'un vaixell que representa la nau de Jaume Ferrer, que va ser un navegant que s'ha identificat documentalment com el ciutadà de Mallorca que el 1343 va arribar amb un vaixell al port de Bruges. En el mapa es refereix a un altre viatge, el que va fer en direcció al cap Bojador, amb una nau que «partí per anar al Riu d'Or el dia 10 d'agost de 1346, dia de Sant Llorenç».
A l'interior d'Àfrica es fa esment de les caravanes de mercaders que unien les ciutats de la costa mediterrània i les ciutats del sud de la serralada de l'Atles. A la ciutat de Kunbi Salih, capital del regne de Ghana, finalitzaven les principals rutes de caravanes que sortien d'Al-Àndalus. Productes com el safrà, l'oli, la ceràmica vidriada, el cotó i els cavalls, tot plegat es transportava des d'Almeria fins a la capital ghanesa, on s'intercanviava per or. En aquesta ruta es troba el dibuix de la ciutat de Sigilmasa (prop d'Er-Rissani i actualment en ruïnes) que apareix tota ella encerclada per un riu. Més a l'interior hi ha representat, al costat de la ciutat de Tenbuch (Timbuctu), el mansa Musa, el rei de reis de l'imperi de Mali, assegut al seu tron tot sostenint una palleta d'or. El mansa Musa va ser el governant més ric del seu temps i és considerada la persona més rica de tots els temps si s'ajusta el seu patrimoni a la inflació.
| \| « \| Aquest senyor negre és apellat Musse Melly, senyor dels negres de Gineva. Aquest rey és lo pus rich e·l pus noble senyor de tota esta pertida per l'abondànçia de l'or lo qual se recull en la suua terra. \| Aquest senyor negre és anomenat Mansa Mussa i és el senyor dels negres de Guinea. Aquest rei és el més ric i el més noble sobirà de tota aquesta regió per l'abundància d'or que s'extreu de la seva terra. \| » \| | | |   |
| « | Aquest senyor negre és apellat Musse Melly, senyor dels negres de Gineva. Aquest rey és lo pus rich e·l pus noble senyor de tota esta pertida per l'abondànçia de l'or lo qual se recull en la suua terra. | Aquest senyor negre és anomenat Mansa Mussa i és el senyor dels negres de Guinea. Aquest rei és el més ric i el més noble sobirà de tota aquesta regió per l'abundància d'or que s'extreu de la seva terra. | » |

A la part inferior d'aquest full hi ha l'escala utilitzada per als mapes: es tracta de dues línies horitzontals dividides en una sèrie de sectors, cadascun dels quals equival a 50 milles. Com que cada divisió fa aproximadament 1 cm, això fa que l'escala sigui de 1 cm ≈ 50 milles.

## Quart full

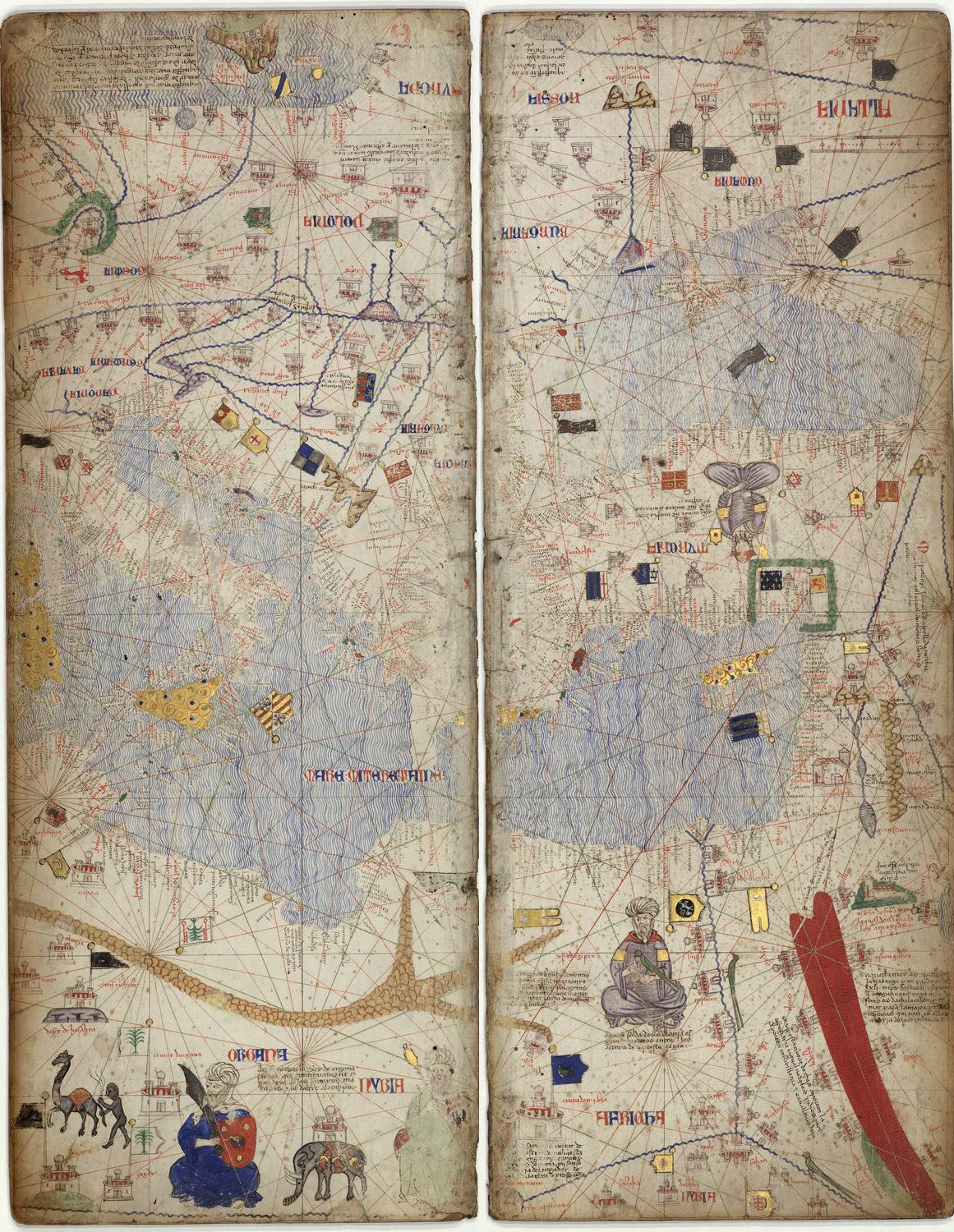
El quart full

En aquest full, al nord, la mar Bàltica és anomenada la mar d'Alemanya, Gotland i Suècia. S'hi explica que és un mar gelat durant sis mesos de l'any, des de mitjan octubre fins a mitjan març, de tal manera que hom pot passar-hi pel damunt amb carros de bous. L'illa de Gotland és retolada com a illa de Visby, la seva ciutat més important.
A l'interior destaca la ciutat de Leó (Lviv), a la qual «arriben alguns mercaders que venen dels països de Llevant per anar a Flandes per la mar d'Alemanya». El Danubi hi és dibuixat amb molts dels seus afluents. En aquesta àrea corresponent a Hongria hi ha la ciutat d'Albargala (Székesfehérvár), que lluu la bandera tricolor (blau, or i vermell) adoptada al regne hongarès després de l'arribada dels Anjou.
En un extrem del mapa, al nord de la mar Negra, hi ha dibuixada una altra escala graduada, prop del riu Lussom (Dniéper). A la riba sud de la mar Negra la ciutat de Sinuso (Samsun) lluu una bandera amb l'estrella de David. En canvi, a Sesmire (Esmirna) hi oneja una bandera que conté la creu de Sant Jordi d'acord amb la dominació genovesa del segle xiv.
La representació de la línia de costa de la Mediterrània és força acurada, fet que reflecteix el bon coneixement científic de la corona d'Aragó en aquell període. Les colònies marítimes i relacions de vassallatge a les tres penínsules, així com el domini de les illes, fan en certa manera menys exagerada la frase, atribuïda a Roger de Llúria, que assegurava que «no crec que nengun peix se gos alçar sobre mar si no porta un escut amb senyal del rei d'Aragó en la coa». Pel que fa al dibuix, es pot apreciar que les illes de Còrsega, Sardenya, Sicília, Creta i Xipre estan decorades amb formes espirals damunt d'un fons daurat. A Sicília hi oneja la bandera de les quatre barres i les dues àguiles del Regne de Sicília, mentre que a Xipre ho fa una bandera amb dues creus daurades del Regne de Jerusalem. Precisament, la ciutat de Jerusalem apareix representada no com una ciutat com les altres del mapa, sinó amb el dibuix d'una església. També hi ha la miniatura del monestir de Santa Caterina al mont Sinaí, on «Déu donà la Llei a Moisès».
El riu Nil apareix bifurcat amb el Nil Blau i el Nil Blanc, amb el dibuix del soldà de Babilònia d'Egipte, el qual «és el més gran i poderós dels d'aquesta regió». La mar Roja es representa amb un color destacat que fa al·lusió al seu nom. A la riba egípcia hi ha situat el port de Chos (Quseir al-Qadim), on «porten l'especieria, que ve de les Índies: després la duen a Babilònia d'Egipte i a Alexandria». En un dels braços de la mar Roja, a l'extrem nord-oest, una petita incisió obliqua de color blanc simbolitza el pas del poble d'Israel durant la fugida d'Egipte.
| \| « \| Aquesta mar es apellade la mar Roga, per on passaren los xii trips dIsraell. E sepiats que laygua no es roga, mas lo fond es dachela color. \| Aquesta mar es diu la mar Roja, per on passaren les dotze tribus d'Israel. I sapigueu que l'aigua no és vermella sinó que el fons és d'aquest color. \| » \| | | |   |
| « | Aquesta mar es apellade la mar Roga, per on passaren los xii trips dIsraell. E sepiats que laygua no es roga, mas lo fond es dachela color. | Aquesta mar es diu la mar Roja, per on passaren les dotze tribus d'Israel. I sapigueu que l'aigua no és vermella sinó que el fons és d'aquest color. | » |

A l'interior d'Àfrica hi ha les miniatures de dos sobirans sarraïns més: el rei d'Organa, armat amb una simitarra i un escut, de qui diu que contínuament guerreja amb els sarraïns de la costa i amb altres àrabs; i el rei de Núbia, el qual «està sempre en guerra amb els cristians de Núbia que són sota la sobirania de l'emperador d'Etiòpia i de la terra del Preste Joan».

## Cinquè full

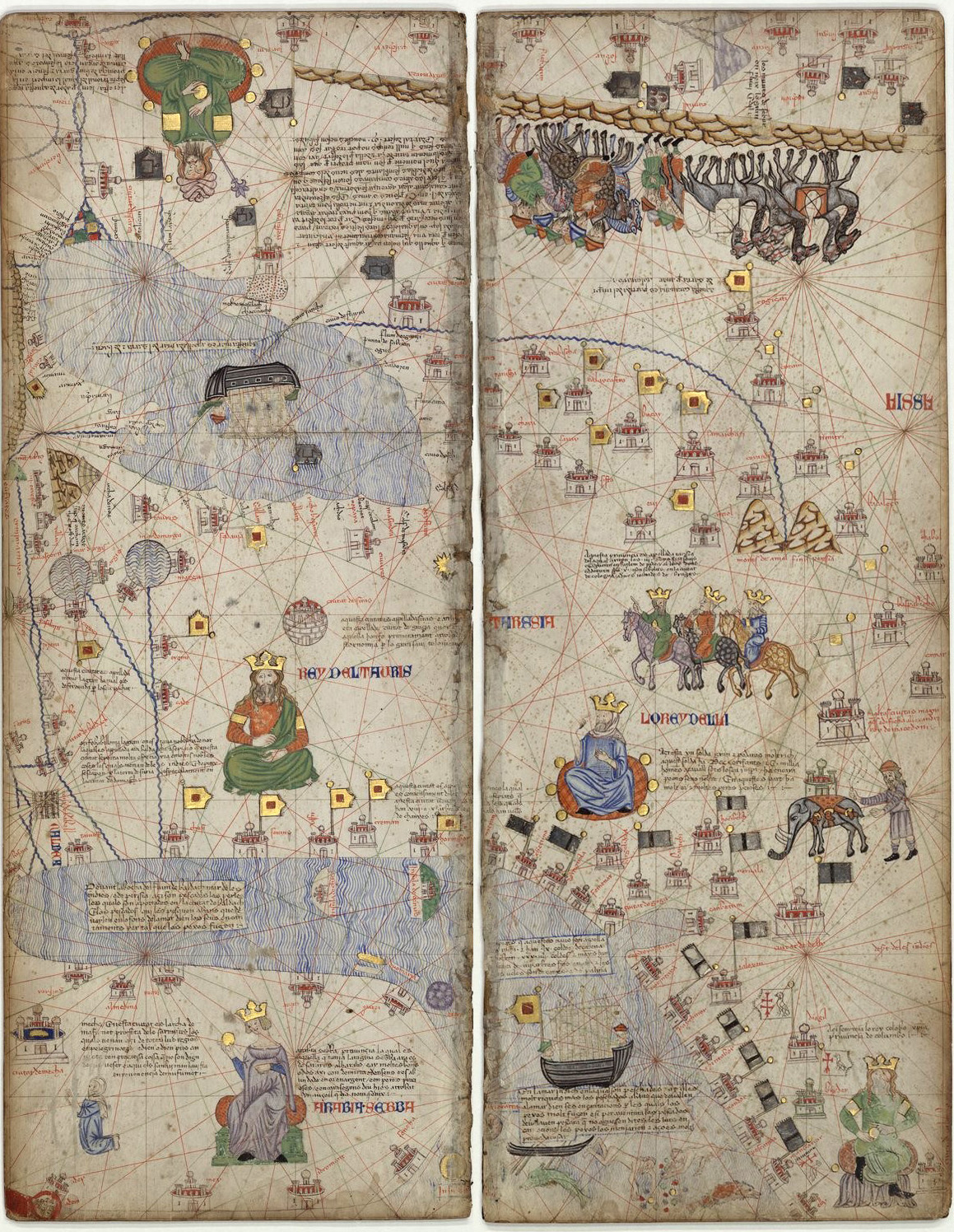
El cinquè full

Seguint cap a l'est, el cinquè mapa comença amb el curs baix del riu Volga i les seves característiques boques al mar Caspi. En aquesta àrea hi ha retolada la ciutat de Sarai (posteriorment destruïda), amb el dibuix del seu sobirà, anomenat Jambek, «l'imperi del qual comença a la província de Bólgar [a la riba del Volga] i acaba a la ciutat d'Urganch [sobre un dels canals del riu Amudarià]».
Cresques explica que de Sarai partien les caravanes de mercaders en direcció a Catayo (Xina), i ho il·lustra amb una representació d'una caravana que voreja les muntanyes del Tian Shan: en primer lloc, un grup de camells, que utilitzaven com a bèsties de càrrega; després, els camellers, agafats de les seves cues per guiar-se enmig de les tempestes de sorra i, en darrer lloc, els mercaders a cavall. Al costat d'aquest dibuix hi ha una extensa llegenda amb informació extreta del Llibre de les meravelles de Marco Polo, on diu que «aquells que volen travessar aquest desert reposen tota una setmana sencera en una ciutat anomenada Lop, i després prenen tot allò necessari per set mesos…». La ciutat de Lop podria referir-se a la moderna Ruoqiang, situada entre els deserts de Takla Makan i Kumtag, al sud-est de Xinjiang.
Més al sud hi ha Bagdad, a la riba del riu Tigris, de la qual diu que «en aquesta ciutat és duta molta especieria i coses molt valuoses que arriben de les Índies i després són distribuïdes pel país de Síria i especialment a la ciutat de Damasc». És curiosa la miniatura de Siraz, que és representada amb les seves muralles a l'interior del dibuix d'una esfera. També destaca el mont Ararat amb l'arca de Noè al damunt, així com la torre de Babel. Però la ciutat més important d'aquest full és la Meca, amb un dibuix diferenciat de la resta de ciutats, amb dues cúpules extra i un punt daurat que podria representar la Kaba. El text descriptiu de la Meca diu que els pelegrins, després d'haver vist la tomba de Mahoma, creuen que no són dignes de veure-hi més i decideixen encegar-se.
Un personatge bíblic que Cresques mostra a l'Atles és la reina de Sabà, governant del regne de Sabà, l'antic país dels sabeus, situat a l'actual Iemen. D'aquesta província diu que conté abundants perfums, com la mirra i l'encens, i que és abundosa d'or, d'argent i de pedres precioses. Tanmateix, les figures més recognoscibles d'aquest mapa són els tres Reis d'Orient anant cap a Betlem.
| \| « \| Aquesta pruvíncia és apellada Tàrssia de la qual axiren los ·iii· reys fort savis, e vangueren en Batlem de Judea ab lurs dons e adoraren Jhesu-christ, e són sebolits en la ciutat de Cologna a dues jornades de Bruges. \| Aquest regió s'anomena Tàrsia, i d'aquí sortiren els tres reis molt savis que anaren a Betlem de Judea amb els seus presents i adoraren Jesús. Són enterrats a la ciutat de Colònia, a dues jornades de Bruges. \| » \| | | |   |
| « | Aquesta pruvíncia és apellada Tàrssia de la qual axiren los ·iii· reys fort savis, e vangueren en Batlem de Judea ab lurs dons e adoraren Jhesu-christ, e són sebolits en la ciutat de Cologna a dues jornades de Bruges. | Aquest regió s'anomena Tàrsia, i d'aquí sortiren els tres reis molt savis que anaren a Betlem de Judea amb els seus presents i adoraren Jesús. Són enterrats a la ciutat de Colònia, a dues jornades de Bruges. | » |

Les illes identificables del golf Pèrsic són les illes d'Ormis (Ormuz) i de Chis (Kish), i del golf d'Aden l'illa de Socotra. En aquestes aigües hi ha els pescadors de perles, els quals «abans de baixar al fons de la mar diuen els encantaments que fan fugir els peixos». I el dibuix d'un jonc de cinc pals amb l'explicació que aquestes naus tenen seixanta colzes de carena i trenta-quatre d'eslora, que poden tenir de quatre a deu pals i que les veles són de canya i de palma.
El Sultanat de Delhi està representat per la figura del soldà, el qual «té 700 elefants i 100.000 homes a cavall a les seves ordres, i innombrables soldats de peu». En el límit d'aquest mapa, a l'extrem sud de l'Índia, hi ha la ciutat de Colombo (Kol·lam, a la costa de Kerala), que no s'ha de confondre amb la capital de Sri Lanka. A Kol·lam hi havia una de les diverses comunitats cristianes del sud de l'Índia, per la qual cosa és altament probable que els Cresques tinguessin accés a les Meravelles descrites de fra Jordà de Catalunya, que va fer de missioner a l'Índia pels volts de l'any 1330.

## Sisè full

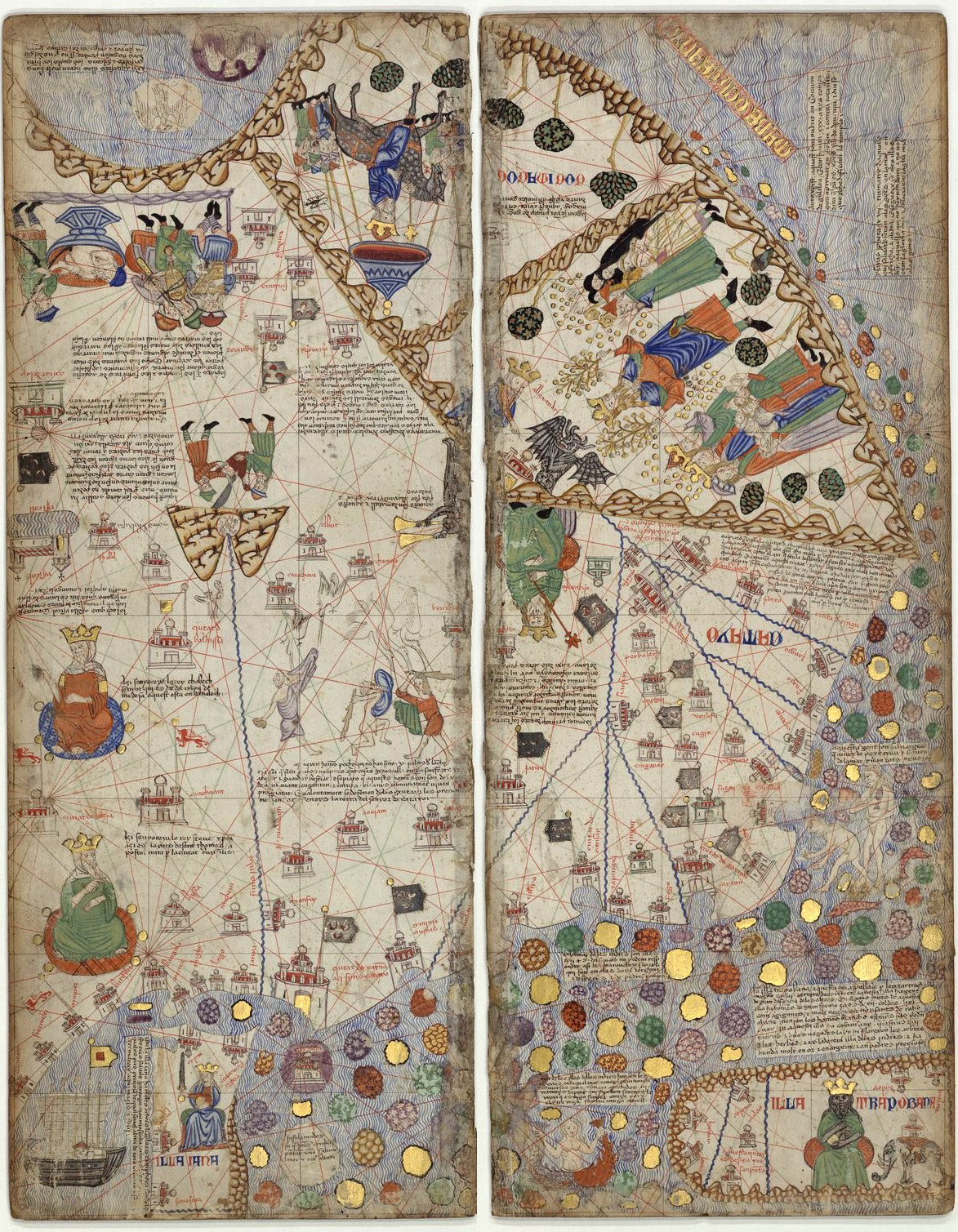
El sisè full

En aquest mapa, la manca d'informació geogràfica és compensada per una rica ornamentació que omple així la sensació de buit i que alhora alimentava la curiositat dels humans de l'edat mitjana envers les fabuloses i enormes terres de Catai. L'orografia i la hidrografia no són les típiques dels altres mapes, aquí contribueixen a estructurar els espais.
A la part superior del full hi ha una miniatura que representa la incineració d'un home mentre tres músics estan tocant. L'explicació diu que els homes i les dones són portats a cremar amb música i xerinola, tot i que els parents del difunt ploren. Diu que algunes vegades, per bé que no gaire sovint, les mullers es llancen al foc amb els marits, però que els marits mai no s'hi llancen amb les seves dones.
Cresques situa en les terres de més al nord de Catai un conjunt de miniatures que fan referència a la fi dels temps. En la primera mostra el tàtar Gog i Magog muntat a cavall amb un ceptre a la mà i protegit per un baldaquí sostingut per un grup d'homes, amb un text que diu que «apareixerà en temps de l'Anticrist amb molta gent». A sota hi ha Alexandre el Gran al costat de Satanàs, i diu que «a les muntanyes de Caspis [Caucas oriental], Alexandre estigué a punt de morir si no hagués estat per Satanàs que el tragué amb el seu poder; i amb el seu poder tancà aquí els tàtars Gog i Magog».
A la dreta d'Alexandre hi ha el dibuix de l'Anticrist, coronat com un rei i voltat de nobles, bisbes, monges i gent del poble, pels quals la prova de la Segona Arribada és que fa caure fruits de les branques seques. La llegenda que ho acompanya diu que quan l'Anticrist «tindrà trenta anys començarà a predicar a Jerusalem i, contràriament a la veritat, dirà que ell és Crist».
Les ciutats són la informació cartogràfica més rellevant d'aquest mapa; la més important és Chanbalech (Cambaluc, la ciutat del gran kan, Pequín), de la qual destaca la muralla, que «té un perímetre de 24 llegües, està molt ben emmurallada i en quadre. Cada costat té 6 llegües, i d'alçada fa 20 passes i 10 de gruix». La uniformitat de la costa sud de Catai és trencada per diverses grans badies, les quals estan associades a grans ports coneguts pels navegants i comerciants àrabs, que són, de nord a sud: Caysam (Hangzhou), Fussam (Fuzhou), Zayton (Quanzhou) i Cincolam (Canton).
L'emperador mongol Khublai Khan apareix al mapa amb el nom de Holubeim. El text que acompanya el dibuix pren la informació principalment de Marco Polo.
| \| « \| Lo major príncep de tots los tartres es ha nom Holubeim, que vol dir gran Ca. Aquest emperador és molt pus rich de tots los altres emperadors de tot lo món. Aquest emperador guarden ·xii· mília cavallés e han ·IIII· capitans. \| El príncep més poderós de tots els tàtars es diu Khublai Khan, que vol dir gran kan. Aquest emperador és molt més ric que qualsevol altre del món. Protegeixen aquest emperador dotze mil genets comandats per quatre capitans. \| » \| | | |   |
| « | Lo major príncep de tots los tartres es ha nom Holubeim, que vol dir gran Ca. Aquest emperador és molt pus rich de tots los altres emperadors de tot lo món. Aquest emperador guarden ·xii· mília cavallés e han ·IIII· capitans. | El príncep més poderós de tots els tàtars es diu Khublai Khan, que vol dir gran kan. Aquest emperador és molt més ric que qualsevol altre del món. Protegeixen aquest emperador dotze mil genets comandats per quatre capitans. | » |

A la part inferior del mapa hi ha dues grans illes: Iana, possible al·lusió a Sri Lanka, on diu que «hi ha molts arbres d'àloe, càmfora, sàndal, espècies fines, galanga, nou moscada i canyella»; i Trapobana, probablement Java o Sumatra, de la qual esmenta que «en algunes muntanyes d'aquesta illa hi ha homes de gran corpulència, d'uns dotze colzes, com els gegants; són molt negres i no tenen coneixement, ans mengen homes blancs i estrangers si els poden atrapar». També hi és representada l'illa de Caynam (Hainan).
Finalment, es fa esment de la riquesa de la resta d'illes, així com del seu nombre, 7.548 (Marco Polo n'havia anotades 7.459). El 14 de novembre de 1492 Colom va dir que «aquestes illes són aquelles sense numerar que en el mapamundi són als confins de l'est»; i quan va trobar l'illa de Cuba va dir que «la vaig trobar tan gran que vaig pensar que podria ser la terra seca de la província de Catai».